# Daniel Kelly (zapaśnik)
Daniel Kelly (ur. 31 października 1977 w Melbourne) – australijski judoka i zapaśnik walczący w stylu wolnym.
Czterokrotny olimpijczyk w judo w latach 2000–2012. Siódmy w 2004; dziewiąty w 2000; siedemnasty w 2012 i dwudziesty w 2008. Zdobył dziewięć medali na mistrzostwach Oceanii. Startował w Pucharze Świata w latach 1999–2001, 2003, 2007, 2010 i 2011.
Ósmy na igrzyskach Wspólnoty Narodów w 2002 w zapasach. Mistrz Oceanii w 2002 roku.
Jego żona Mária Pekli była również judoczką i olimpijką.